# 7915 Halbrook
7915 Halbrook eller 1979 MA6 är en asteroid i huvudbältet som upptäcktes den 25 juni 1979 av de båda amerikanska astronomerna Eleanor F. Helin och Schelte J. Bus vid Siding Spring-observatoriet. Den är uppkallad efter amerikanen Timothy Halbrook.
Asteroiden har en diameter på ungefär 3 kilometer.